# Neophobie
Als Neophobie (latein. neophobia) wird die Angst vor etwas Neuem, unbekannten Situationen, neuartigen Dingen oder fremden Personen bezeichnet. Andere Bezeichnungen sind Cainophobie, Kainolophobie oder Misoneismus. Menschen und Tiere mit der Angst vor Neuem bezeichnet man auch als neophob im Gegensatz zu neophil („Neugier“). Der Begriff Misoneismus  (griech. μίσος, misos ‚Hass‘, νέος, neos ‚neu‘) ist bei Autoren wie Gabriel Tarde verbreitet. Er verdeutlicht mehr die aggressiv ablehnenden und abstoßenden Anteile, die zum Teil weit über eine rein phobische Vermeidungsreaktion hinaus gehen.

## Bildungssprache
Neophobie (zusammengesetzt aus griechisch neo- ‚neu‘ und φόβος ‚Furcht, Angst‘) wurde erstmals 1863 fach- und bildungssprachlich von Kaltschmidt für „Neuerungsfurcht“ verwendet. Als Antonym gilt Neophilie; abgeleitete Adjektive sind neophob und neophobisch. Bereits Friedrich Erdmann Petri definierte Neophobie in seinem 1852 veröffentlichten „Gedrängten Handbuch der Fremdwörter in deutscher Schrift- und Umgangsprache“ griechisch für „Neuerungsscheu“.

## Naturwissenschaften
In Verhaltensforschung und Medizin wird der Begriff derzeit hauptsächlich in zwei Zusammenhängen verwendet: der Verhaltensbeschreibung von Tieren und dem Essverhalten von Menschen im Kindesalter.
So wurde bei Laborratten in der frühen Jugend festgestelltes neophobes gegenüber neophilem Verhalten in unterschiedlichen Umgebungen über die gesamte Lebenszeit weiter beobachtet und dabei festgestellt, dass (männliche) neophobe Ratten im Durchschnitt 599 Tage lebten, während die mittlere Überlebenszeit bei neophilen Ratten 701 Tage betrug; während nach 840 Tagen alle neophoben Ratten gestorben waren, betrug die maximale Überlebenszeit bei neophilen Ratten 1.026 Tage. Diese Unterschiede können wohl auf erhöhte Plasmaspiegel an Kortikosteroiden zurückgeführt werden.
Andererseits wird auch das Vermeiden bestimmter, unbekannter Nahrungsmittel als Neophobie bezeichnet und zur näheren Bestimmung dieser Verhaltensmerkmale eine „Skala zur Nahrungsmittel-Neophobie“ (food neophobia scale, FNS) verwendet. Bei Kindern zeigt sich unter Verwendung der Child Food Neophobia Scale (CFNS), dass eine Neophobie gegenüber Nahrungsmitteln unter realen Bedingungen zu einer geringeren Aufnahme von Früchten, Gemüse und eiweißreichen Nahrungsmitteln als bei gleichaltrigen Kontrollpersonen führt. Von Bedeutung sind diese Untersuchungen aufgrund des weltweit massiv zunehmenden Übergewichts bei Kindern und Jugendlichen und den damit verbundenen gesundheitlichen Folgen.